# Sybaguasu
Sybaguasu is een kevergeslacht uit de familie van de boktorren (Cerambycidae). De wetenschappelijke naam van het geslacht werd voor het eerst geldig gepubliceerd in 1991 door Martins & Galileo.

## Soorten
Sybaguasu omvat de volgende soorten:
- Sybaguasu anemum Martins & Galileo, 2004
- Sybaguasu cornutum Galileo & Martins, 2005
- Sybaguasu cupreum Galileo & Martins, 2004
- Sybaguasu longipenne (Bates, 1881)
- Sybaguasu mirim Galileo & Martins, 2013
- Sybaguasu murinum (Pascoe, 1866)
- Sybaguasu pubicorne (Bates, 1881)
- Sybaguasu subcarinatum (Bates, 1885)
- Sybaguasu thoracicum (Olivier, 1795)
- Sybaguasu titingum Martins & Galileo, 1991